# 艾亞哥斯

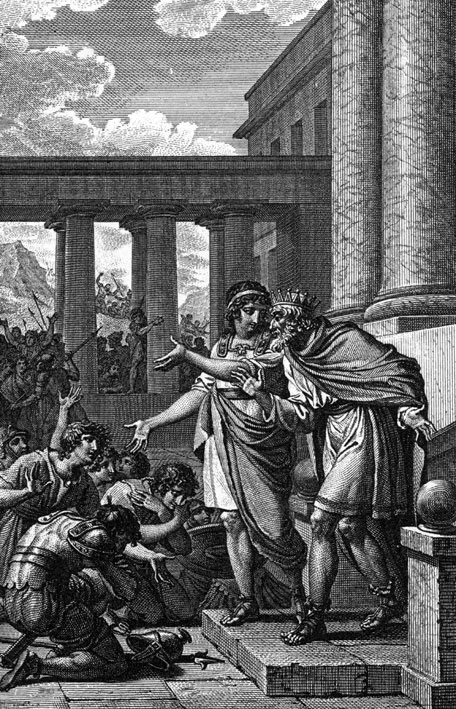
埃阿科斯与忒拉蒙

埃阿科斯（古希腊语：Αἴακος），又譯作艾亚哥斯，希臘神話中的英雄，埃阿科斯族的始祖。

## 谱系
根据神话，埃阿科斯是宙斯与河流神女埃癸娜的兒子，佩琉斯和鐵拉蒙的父亲。在特洛伊战争中，希腊联军一方有两位著名英雄（阿喀琉斯和大埃阿斯）是他的孙子（阿喀琉斯为佩琉斯之子，大埃阿斯为鐵拉蒙之子）。

## 神话
关于埃阿科斯出生的神话如下：宙斯垂涎于河神阿索波斯的女儿埃癸娜的美色，就化作一只巨鹰把女孩劫走。宙斯将埃癸娜带到了厄诺庇亚岛（该岛因此改名为埃癸那岛），在那里与她生下了埃阿科斯。埃阿科斯长大后，赫拉因嫉妒他母亲与宙斯的关系，降下瘟疫将埃癸那岛居民全部杀死。埃阿科斯遂恳求父亲把蚂蚁变成人。宙斯应允了这一要求，从此岛上便又有了居民，即密耳弥多涅人（Μυρμιδόνες，“蚂蚁人”，来自希腊语名词μύρμηξ，“蚂蚁”）。还有一种说法认为埃癸那岛上本来就没有人，密耳弥多涅人是宙斯用泥土捏成的。
埃阿科斯的妻子是马人喀戎的女儿恩得伊斯，他们生下两个儿子忒拉蒙与珀琉斯。后来埃阿科斯又迷上了海神涅柔斯的女儿普萨玛忒（一个涅瑞伊得斯）。后者为摆脱他的纠缠，把自己变成海豹。但这也没能骗过埃阿科斯；埃阿科斯终于占有了普萨玛忒，并与她生子福科斯（福喀斯城的名祖）。当这三个孩子逐渐长大后，忒拉蒙与珀琉斯非常嫉妒他们的同父异母兄弟福科斯，就故意在掷铁饼时把他打死。埃阿科斯得知后，将忒拉蒙与珀琉斯赶出了埃癸那岛。
古希腊大诗人品达提到了另一个有关埃阿科斯的神话：埃阿科斯与波塞冬和阿波罗一起建造特洛伊的城墙。城墙建好后，有三条蛇分别从三个人建造的城墙向城里爬，结果在两位大神所建的墙上爬的蛇都摔死了，而在凡人埃阿科斯所建的墙上爬的蛇则成功进入了城内。阿波罗于是解释这个征兆说，埃阿科斯的后代有一天将会征服特洛伊。后来特洛伊果然在埃阿科斯的孙子（阿喀琉斯）和曾孙（涅俄普托勒摩斯）的帮助下被希腊人攻陷。
埃阿科斯以公正和虔诚闻名。当希腊全国因宙斯的愤怒而久旱不雨时，各地居民都来请求埃阿科斯去向宙斯求雨（一说德尔斐神谕显示只有埃阿科斯才能成功求雨），而埃阿科斯也果真平息了宙斯的怒气，于是降雨又恢复了。在他死后，众神因为他为人公正（例如他对亲生儿子的判决），将他提升为冥界的三判官之一（另两人是米诺斯和拉达曼迪斯）。但是，关于埃阿科斯是冥界判官的说法出现得相当晚，可能始于苏格拉底的著作。荷马史诗中只提到过一个判官拉达曼迪斯。
在古代，埃阿科斯的主要崇拜地点是他在神话中的出生地埃癸那岛，那里有为纪念他而举行的竞技会。保萨尼阿斯说埃阿科斯就葬在埃癸那岛上献给他的神庙中的祭坛下面。雅典也有敬奉埃阿科斯的神庙。古希腊人将埃阿科斯视为司降雨的神祇（见埃阿科斯向宙斯求雨的神话）。

## 资料来源
- 《神话辞典》，（苏联）M·H·鲍特文尼克等，统一书号：2017·304
- 《古希腊罗马神话鉴赏辞典》，吉林出版社，ISBN 7-206-04846-3
- 《世界神话辞典》，辽宁人民出版社，ISBN 7-205-00960-X